# 34325 Terrencevale
34325 Terrencevale è un asteroide della fascia principale. Scoperto nel 2000, presenta un'orbita caratterizzata da un semiasse maggiore pari a 2,7569544 au e da un'eccentricità di 0,0772309, inclinata di 7,25866° rispetto all'eclittica.